# Hupdá
Hupdá (Hupdé, Jupda), Maleno pleme američkih Indijanaca porodice Makú naseljeno duž rijeke Rio Auari, na sjeverozapadu brazilske države Amazonas i susjednom području Kolumbije. Hupdé su nomadi i stanovnici kišne šume, među kojima se razlikuje nekoliko grupa koje se služe srodnim dijalektima, to su Hupdë, Tuhup, Nëhup. Ruhlen ih klasificira u porodicu Puinavean. Zanimaju se lovom, a ratarstva nemaju. Poznaju klansku patrilinearnu eksogamnu organizaciju. Brojno stanje im iznosi preko 1,200 (1995) u Brazilu i 150 u Kolumbiji (1991).

## Vanjske poveznice
- Jupda  Arhivirana inačica izvorne stranice od 28. rujna 2007. (Wayback Machine)